# 川満アンリ
川満 アンリ（かわみつ アンリ、1984年1月20日 - ）は、沖縄県を拠点に活動しているタレント。主にテレビリポーター、ラジオパーソナリティ、司会者として活動している。
血液型A型。本名および旧芸名は川満 杏梨（読み同じ）。

## 来歴
沖縄県糸満市出身。両親は共に宮古島市出身である。那覇市で出生の後、2歳から糸満市で生活している。
2003年夏、当時通っていた沖縄女子短期大学からの推薦によりミス沖縄（主催：沖縄観光コンベンションビューロー）に出場し、ミススカイブルーに選出。以来、沖縄県内での活動を展開している。2000年代にはCAT'S EYEに所属していた。

## 出演

### テレビ番組
- 県政広報番組 うまんちゅひろば（琉球放送/琉球朝日放送/沖縄テレビ、2007年 - 2008年） - キャスター兼リポーター
- ウィン♪ウィン♪（沖縄テレビ、2009年まで） - リポーター
- カネボウ化粧品インフォマーシャル（琉球放送） - MC
- 沖縄BON!!（琉球放送） - リポーター
- アサヒスーパードライプレゼンツ シェフのおうちレシピ（琉球放送、2011年 - ） - ナビゲーター
- CATCHY（琉球朝日放送、2022-）メインMC 月～水

### ラジオ番組
- Yummy!うわさのキッチン（ラジオ沖縄、2007年 - 2012年） - ラジオカーリポーター
- How to Wedding おしえてアンドゥフィー（エフエム沖縄） - パーソナリティ
- SPLASH!!!（ラジオ沖縄、2012年 - 2016年） - パーソナリティ
- うちなー企業未来塾（ラジオ沖縄）
- グートゥーミートゥー（ラジオ沖縄、2018年 - 2020年） - パーソナリティ

### CM
- 国民健康保険 仲本工事編
- 沖縄久米島海洋深層水 サザンプラチナム
- メイクマン 家庭菜園応援キャンペーン
- 沖縄県新型コロナ対策緊急応援サイト まいにちに。おきなわ（2020年 - ）